# Biosphère
Pour les articles homonymes, voir Biosphère (homonymie).
 (janvier 2021).
Si vous disposez d'ouvrages ou d'articles de référence ou si vous connaissez des sites web de qualité traitant du thème abordé ici, merci de compléter l'article en donnant les références utiles à sa vérifiabilité et en les liant à la section « Notes et références ».

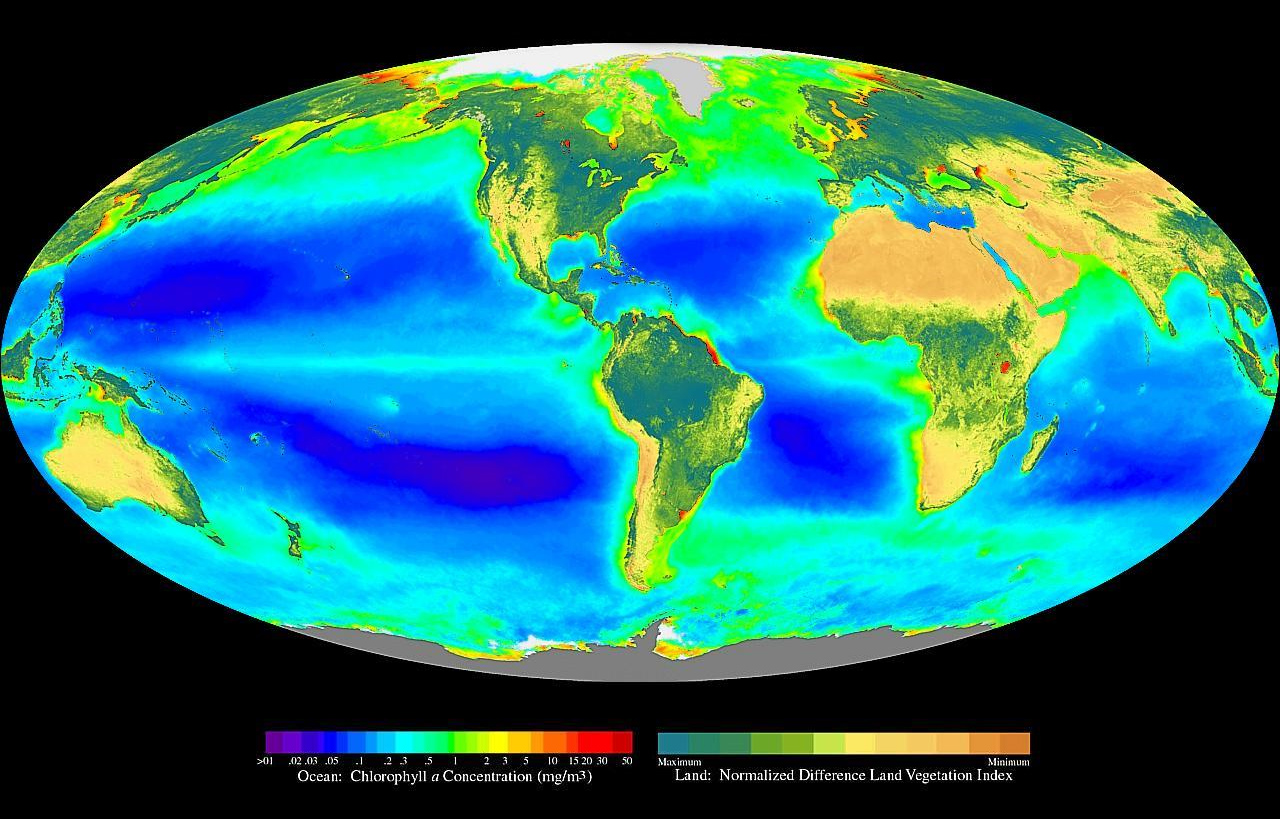
La présence d'eau et la photosynthèse sont des éléments essentiels au mécanisme de la biosphère. Cette image composite rend visible en fausses couleurs (verts) les zones terrestres les plus végétalisées et les zones de concentration en plancton (Advanced Very High Resolution Radiometer instrument).

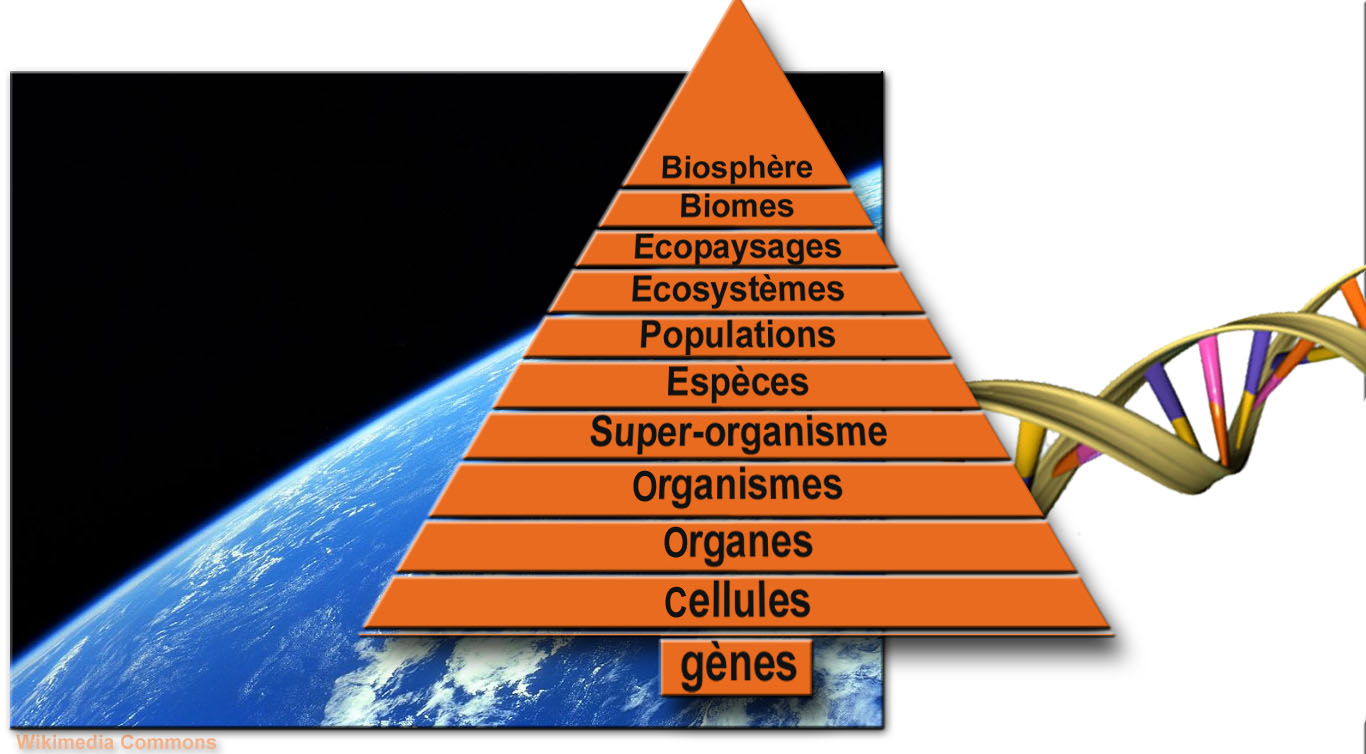
La biosphère ou symbiosphère (expression de Joël de Rosnay) est le niveau planétaire d'intégration de toutes les échelles du Vivant (du gène à la somme des biomes (sans laquelle l'oxygène et donc la couche d'ozone n'existeraient pas). Le gène est représenté à part, car non vivant en tant que tel, mais support d'information et base du vivant. Plus on monte dans la pyramide, plus l'échelle est globale et plus le niveau de complexité mais aussi de stabilité et de résilience du système semble augmenter.

La biosphère est l'ensemble des organismes vivants et leurs milieux de vie, donc la totalité des écosystèmes présents que ce soit dans la lithosphère (la couche solide de la Terre), l'hydrosphère (les océans et les eaux) et l'atmosphère (l'air) où la vie s'est développée.
La biosphère a fait l'objet d'un colloque important à l'Unesco du 4 au 13 septembre 1968, « Utilisation et conservation de la biosphère ». En 1971, l'Unesco a créé officiellement le Programme sur l'homme et la biosphère (MAB, en anglais Man and Biosphere).

## Histoire du terme
Le mot « Biosphäre » aurait été créé par le géologue autrichien  Eduard Suess en 1875. Il définit la biosphère comme étant l'ensemble des organismes vivants sur la planète, incluant toutes ses strates et ses couches. Il intègre ainsi aux sciences de la Terre et notamment à la géologie les éléments de la révolution darwinienne.
Les aspects biogéochimiques et écologiques du concept de biosphère ont été développés dans les années 1920 par Vladimir Vernadsky, qui a défini l'écologie comme étant la science de la biosphère en 1926.
À l'époque où Arthur George Tansley développait au Royaume-Uni la notion d'écosystème, vulgarisée par un « article décisif » de 1935, Vladimir Soukatchev (1880-1967) - qui comme Alexey Severtsov (en) (1866–1936) et Ivan Schmalhausen (en) (1884-1963) fut un membre éminent de l'Académie des sciences de Russie (puis d'Union soviétique) proche de  Vladimir Vernadski - développait dans son pays  le concept de biogéocénose. Ce concept est très proche de l'écosystème anglo-saxon, mais avec un caractère pédologique beaucoup plus prononcé, hérité de l'immense influence qu'eut en Russie (et en Ukraine), dans le milieu des naturalistes et des biologistes évolutionnaires, Vassili Dokoutchaïev le père de la science des sols (la pédologie), dont Soukatchev et Vernadsky furent de grands disciples. Georgy S. Levit a pu montrer que la biogéocénose, par les relations qu'elle établit entre les organismes vivants, l'atmosphère, le sol organique et la roche mère minérale, peut être considérée comme une biosphère en miniature, et pour le moins comme l'unité structurale élémentaire de la biosphère, au point qu'il pourra définir cette dernière (et plus précisément l'écosphère - voir plus bas le paragraphe Biosphère et/ou Écosphère ?) comme « la somme de toutes les biogéocénoses », soit une définition que ne sauraient rejeter les « biogéochimistes ».
Les géochimistes donneraient quant à eux au terme biosphère le sens de somme totale des organismes vivants (ce qui sera nommé biomasse ou biote par les biologistes et les écologues), soit une définition plus restrictive que la précédente, et selon laquelle la biosphère serait un des quatre constituants du modèle géochimique (avec la lithosphère, l'hydrosphère et l'atmosphère).
Puis le concept holistique et interdisciplinaire de biosphère a peu à peu été associé à l'astronomie, la géophysique, la météorologie, la biogéographie, la biologie évolutive, la géologie, la géochimie, l'écologie, la thermodynamique, et d'une façon générale toutes les sciences de la Terre et du vivant.
James Lovelock a proposé pour sa part le nom de « symbiosphère » pour souligner l'interdépendance entre les espèces et le tout qu'elles constituent.
Mais certains estiment que le flou sémantique et conceptuel entourant le terme de biosphère se retrouve dans les débats actuels portant sur la biodiversité, le développement durable… Selon eux, l'utilisation du terme biosphère issu du vocabulaire des géochimistes serait une conséquence de l'organisation très spécialisée de la science actuelle. Certains préfèrent désormais le terme d'écosphère, qui date des années 1960-70, époque à laquelle est apparue la notion de crise écologique pouvant menacer jusqu'à la biosphère entière.

### Biosphère et/ou Écosphère?
Confronté au cours de sa recherche doctorale aux larges ambiguïtés d'interprétation courant dans la communauté scientifique occidentale à propos des concepts de biosphère et d’écosphère, très souvent confondus ou opposés du fait même de ces ambiguïtés, un chercheur français a entrepris d'établir une clarification sémantique de nature séminale concernant ces deux concepts et leurs contenus, au regard d'une étude très approfondie de l’œuvre de Vladimir Vernadsky et de son école. Dans son rapport de recherche primitif, repositionné ensuite dans le contexte élargi de sa thèse en économie écologique, il ambitionnera de démontrer, théories scientifiques, recherche épistémologique et schémas à l'appui, que les deux concepts ne seraient ni identiques, ni contradictoires, mais devraient être au contraire perçus comme complémentaires au sein d'une vision systémique globale, où l'écosphère serait un sous ensemble de la biosphère emboîté dans celle-ci à l'image d'une poupée russe.
Dans ce cadre sémantique, l'écosphère apparaît comme l'ensemble des organismes vivants (eucaryotes) et de leurs habitats, produits par ces mêmes  organismes, au sein d'une biosphère déjà existante produite par les microorganismes (procaryotes). La biosphère et l'écosphère caractériseraient ainsi ces deux «champs thermodynamiques» emboîtés l'un dans l'autre que Vernadsky lui-même a nommés : (1) Le «Domaine du vivant» (ou champ thermodynamique de stabilité vitale, habitat de la matière vivante), à savoir la biosphère, et (2) La «Maison du vivant» (ou champ thermodynamique de l’existence vitale, habitat des organismes vivants), qui prendrait ici le nom d'écosphère, terme inexistant à son époque.
La distinction de ces deux champs thermodynamiques au long de leur formation serait quant à elle le produit de l'endosymbiose, cette étape significative de la biologie de l'évolution identifiée par Lynn Margulis.

## Pour les tenants de lagéophysiologie
La Biosphère est le système écologique global, auto-entretenu (« autocatalytique »), qui intègre tous les êtres vivants et les relations qu'ils tissent entre eux et avec les compartiments que sont la lithosphère (les roches), l'hydrosphère (l'eau), et l'atmosphère (air), dans un métabolisme qui transforme sans cesse la surface de la Terre en recyclant ou stockant les éléments et en créant de la complexité et de la néguentropie là où sans la vie, il n'y aurait que de l'entropie.
Le concept de « biosphère » a - dans le contexte de sa licence ès sciences naturelles, alors qu'il suivait à la Sorbonne les conférences de Wladimir Vernadsky  - beaucoup intéressé Teilhard de Chardin, lequel a aussi utilisé, tout comme Vernadsky , celui de noosphère (comme étant constituée par le phénomène humain, au-dessus de la biosphère). Au-delà des croyances, la compréhension des concepts de l'écologie scientifique moderne a popularisé l'appellation et a développé la perception de l'environnement de la planète Terre, hôte de la biosphère.

## «Biosphère profonde»

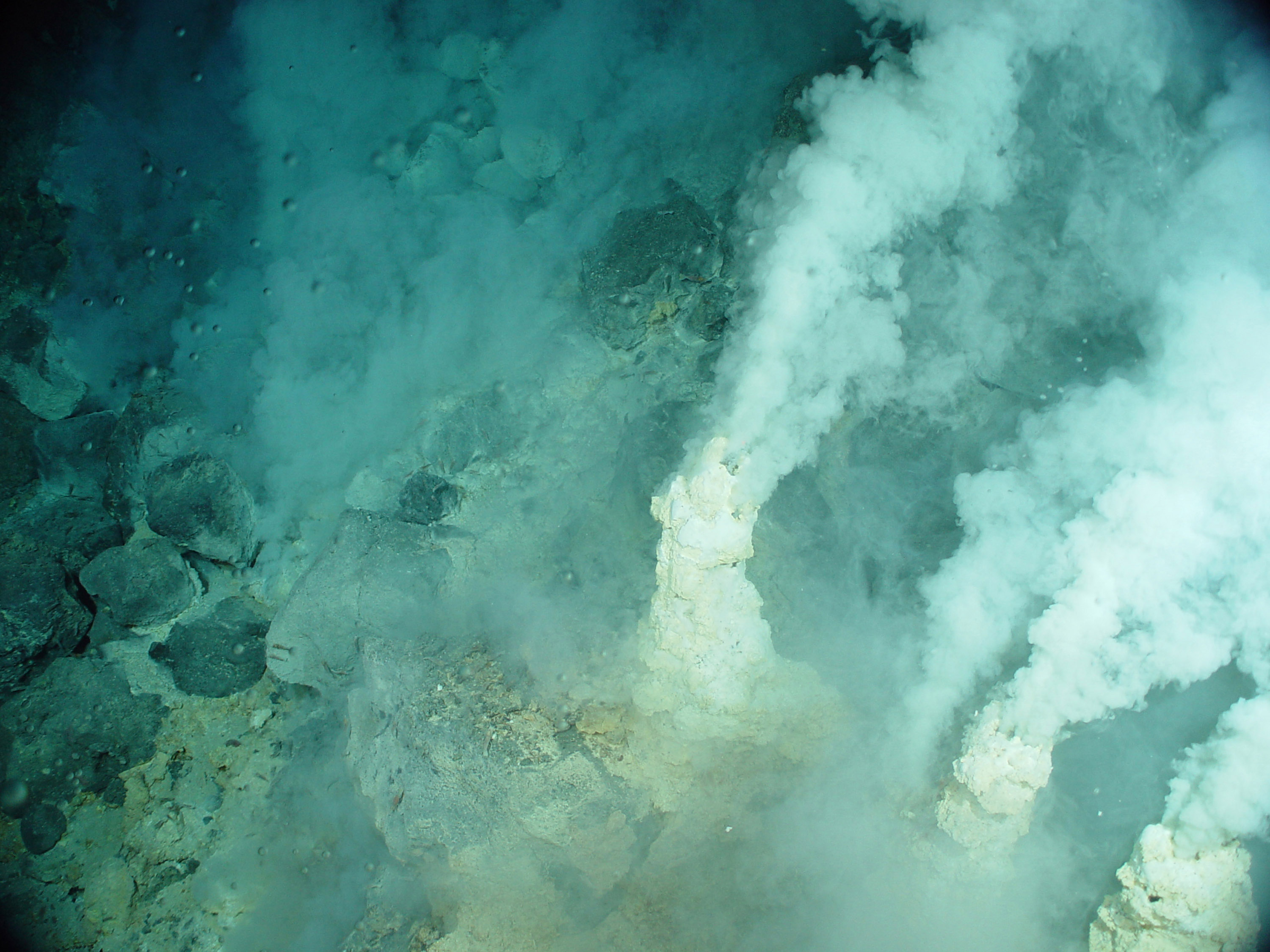
DARCLIFE doit explorer la « Biosphère profonde ») pour mieux comprendre les relations qui lie la biodiversité des grandes profondeurs aux grands systèmes planétaires (dont le système climatique).

C'est la partie profonde et sous-marine de la biosphère et probablement la moins connue. Elle est essentiellement constituée de bactéries et d'archées et de virus marins adaptés à la vie en condition extrêmes.
Un programme international de recherche, soutenu par l'Union européenne, dénommé DARCLIFE (pour Deep subsurface Archaea : carbon cycle, life strategies, and role in sedimentary ecosystems) vise - à partir d'avril 2010 à mieux l'étudier, ce qui demande des moyens s'apparentant plus à l'exploration spatiale qu'à l'océanographie développée sur le plateau continental ou dans les couches supérieures de la mer.

## ExpérienceBiosphère II
À deux reprises, on a tenté, en vain, de faire vivre en autarcie un petit groupe humain dans une sphère vitrée sans communication avec l'extérieur. L'équipe devait produire sa propre nourriture et recycler ses déchets sans autre appoint que l'énergie du soleil.